# Cantone di Saumur
Il Cantone di Saumur è una divisione amministrativa dell'Arrondissement di Saumur.
È stato costituito a seguito della riforma approvata con decreto del 26 febbraio 2014, che ha avuto attuazione dopo le elezioni dipartimentali del 2015.

## Composizione
Comprende i 12 comuni di:
- Artannes-sur-Thouet
- Chacé
- Distré
- Fontevraud-l'Abbaye
- Montsoreau
- Parnay
- Rou-Marson
- Saumur
- Souzay-Champigny
- Turquant
- Varrains
- Verrie